# Josey Scott
Josey Scott (nacido Joseph Scott Sappington, 3 de mayo de 1972) es el exvocalista de la banda de rock Saliva.
Además de Saliva, Scott coescribió y realizó "Hero" (que fue utilizado como una de las canciones temáticas de la película de 2002 Spider-Man) con Chad Kroeger de Nickelback. 

## Carrera
Antes de Saliva, Scott lideró una banda de heavy metal de Memphis llamada BlackBone a principios de los años noventa. También toca la batería y la guitarra. 
Él hizo una aparición en "Takeover" de Jay-Z en su álbum The Blueprint del 2001.
También ha grabado con Lil Wyte ("Homicidal, Suicidal" y "Crazy"), Three 6 Mafia ("Getting Fucked Up" y "Mosh Pit") y The X-Ecutioners ("(Even) More Human Than Human"). Scott ha tenido papeles menores en la televisión y el cine. Él interpretó a Rodney Gronbeck, experto informático de LAPD, en el drama de crimen de TNT Wanted.
Él también tiene una aparición en la película Hustle & Flow como Elroy, el empleado de la esquina de la tienda que vende marihuana a D-Jay, el personaje principal interpretado por Terrance Howard 
Josey Scott cantó la canción "If You Wanna Get To Heaven" en el largometraje directo del DVD The Dukes of Hazzard: The Beginning; Las características de la canción cuando el general Lee se tira al agua. 
Scott apareció como un personaje oculto en el videojuego "Tiger Woods PGA Tour 2003", que incluye tres canciones de Saliva en la banda sonora: "Raise Up", "Superstar" y "Superstar II (EA Mix)", el cual es exclusivo para el juego.
El guitarrista de la saliva Wayne Swinny dijo que Scott había decidido dejar la banda para seguir una carrera cristiana en solitario.

## Discografía

### Álbumes de estudio
| Año  | Artista   | Álbum                                  | Núm. de sencillos |
| ---- | --------- | -------------------------------------- | ----------------- |
| 1995 | Blackbone | Homegrown                              | 0                 |
| 1997 | Saliva    | Saliva                                 | 1                 |
| 2001 | Saliva    | Every Six Seconds                      | 3                 |
| 2002 | Saliva    | Back into Your System                  | 3                 |
| 2004 | Saliva    | Survival of the Sickest                | 2                 |
| 2007 | Saliva    | Blood Stained Love Story               | 3                 |
| 2008 | Saliva    | Cinco Diablo                           | 3                 |
| 2010 | Saliva    | Moving Forwar in Reverse: Greates Hits | 1                 |
| 2011 | Saliva    | Under Your Skin                        | 3                 |

### Sencillos
| Año  | Sencillo | Posiciones de gráfico | Posiciones de gráfico | Posiciones de gráfico |
| Año  | Sencillo | U S Hot 100           | U S Alt.              | Adult Pop             |
| ---- | -------- | --------------------- | --------------------- | --------------------- |
| 2002 | "Hero"   | 3                     | 1                     | 5                     |

### Colaboraciones
- Colaboró en la canción "Brother" de la banda Hard Rock Breaking Point
- También coescribió y realizó la canción Hero con Chad Kroeger
- También ha colaborado con Lil Wyte en las canciones "Homicidal, Suicidal" y "Crazy"
- También ha colaborado con Three 6 Mafia en las canciones "Getting Fucked Up" y "Mosh Pit"
- También colaboró en la canción "(Even) More Human Than Human" por The X-Ecutioners

## Premios y nominaciones
Premios Grammy
| Año  | Trabajo nominado          | Premio                                                        | Resultado |
| ---- | ------------------------- | ------------------------------------------------------------- | --------- |
| 2002 | "Your Disease"            | Mejor interpretación de Hard Rock                             | Nominado  |
| 2003 | "Hero" (con Chad Kroeger) | Mejor interpretación de rock por un dúo o grupo con vocalista | Nominado  |
| 2003 | "Hero" (con Chad Kroeger) | Mejor canción de Rock                                         | Nominado  |
| 2003 | "Hero" (con Chad Kroeger) | Mejor canción escrita para Visual Media                       | Nominado  |

MTV Video Music Awards
| Año  | Trabajo nominado         | Premio                      | Resultado |
| ---- | ------------------------ | --------------------------- | --------- |
| 2002 | "Hero" (de Hombre Araña) | Mejor vídeo de una película | Ganador   |